# Jasovská skala

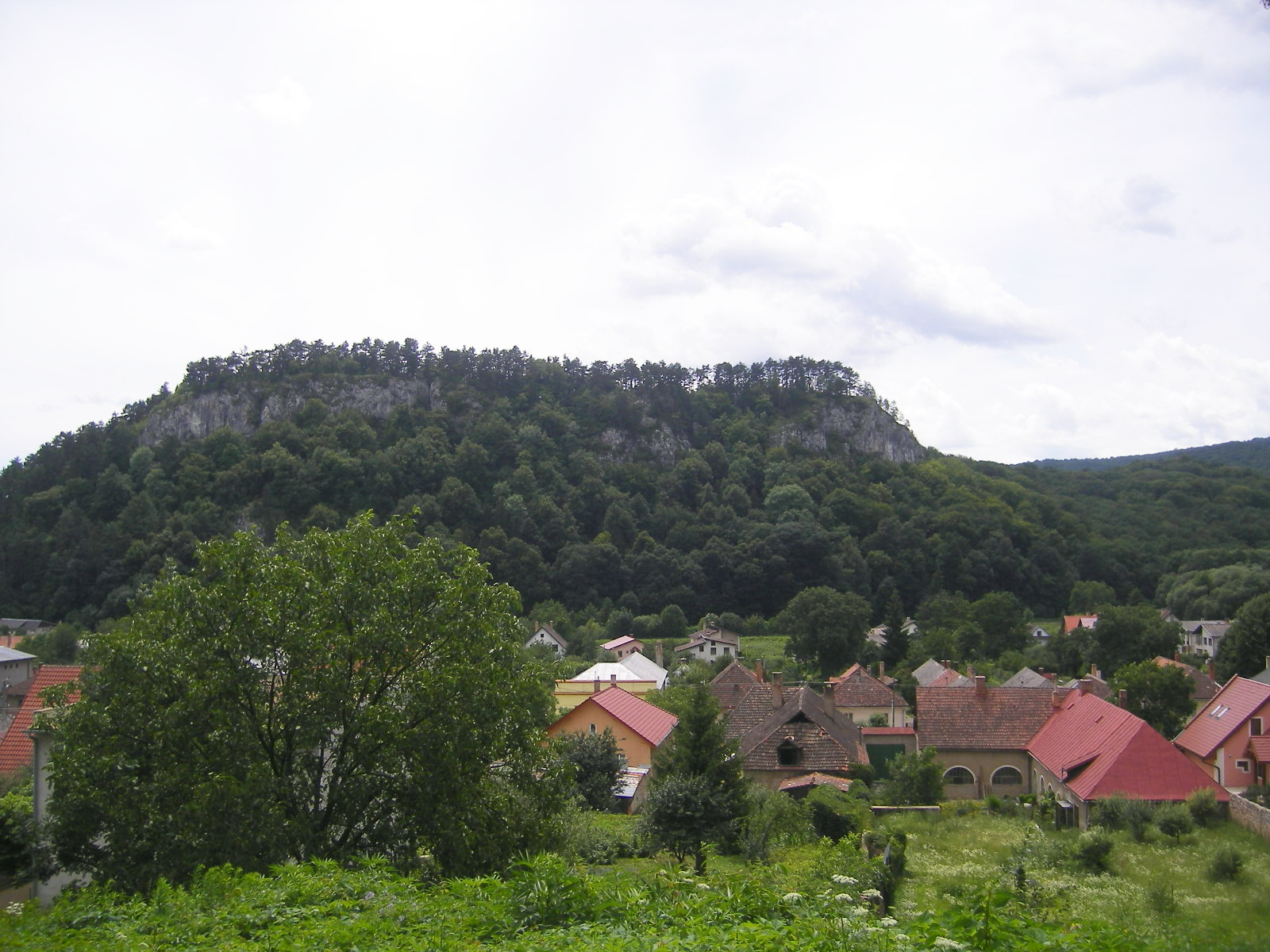
Jasovská skala nad Jasovem

Jasovská skala (ok. 345 m n.p.m.) - nieznaczne wzniesienie na wschodnich krańcach Płaskowyżu Jasovskiego, w Krasie Słowackim. Dominuje od południowego zachodu nad wsią Jasov, położoną w dolinie Bodvy. Opada ku niej 70-80-metrowymi skalistymi zerwami, w których znajdują się otwory Jaskini Jasowskiej. Znajduje się w granicach Parku Narodowego Kras Słowacki.
Ten fragment Płaskowyżu Jasovskiego budują różne skały osadowe pochodzące ze środkowego triasu. Są to przede wszystkim jasne wapienie tzw. wetersteinskie, ale także muliste wapienie organodetrytyczne i różowo-czerwonawe, brylaste wapienie ze szczątkami fauny kopalnych głowonogów. Przestrzenie Jaskini Jasowskiej powstały w warstwach czerwono żyłkowanych wapieni tzw. steinalmskich, zaś podłoże całego masywu tworzą jasnoszare, ławicowe dolomity. Wysoka czystość skał oraz ich znaczne rozczłonkowanie drobnymi pęknięciami tektonicznymi sprzyjają powstawaniu różnych form krasowych, zarówno powierzchniowych (np. żłobków i żeber krasowych, lapiazu) jak i podziemnych (jaskinie).
We wschodniej części podnóży Skały działał w przeszłości niewielki kamieniołom.
Na szczycie Skały, mniej więcej nad górnym (naturalnym) wejściem do Jaskini Jasowskiej, znajdują się słabo już rozróżnialne ruiny zamku Jasov. Wzdłuż krawędzi Skały wiedzie trasa okrężnej ścieżki dydaktycznej „Jasovská skala”, zaczynającej się i kończącej przy wejściu do Jaskini Jasowskiej.